# Boots and Saddles (film, 1909)
Pour les articles homonymes, voir Boots and Saddles.
Boots and Saddles est un film muet américain réalisé par Francis Boggs et sorti en 1909.

## Synopsis
Dans les années 1870, on suit le quoditien d'une garnison de l'Armée américaine à la frontière du pays, tandis que les Indiens des plaines sont mécontents des restrictions imposées par le gouvernement fédéral.

## Fiche technique
- Réalisation : Francis Boggs
- Production : William Nicholas Selig
- Date de sortie :  États-Unis : 18 mars 1909

## Distribution
- Hobart Bosworth
- Betty Harte
- Tom Santschi